# Feldkirch (Østrig)
 For alternative betydninger, se Feldkirch. (Se også artikler, som begynder med Feldkirch)
Feldkirch er en middelalderlig by i den vestøstrigske delstat Vorarlberg ved grænsen til Schweiz og Liechtenstein. Dens befolkning tæller 32.917 (1. januar 2017), og byen er administrativt centrum for kommunen Feldkirch, som er Østrigs vestligste kommune. Næstefter Dornbirn er det den største by i Vorarlberg med hensyn til befolkningsstørrelse med lidt flere indbyggere end Bregenz.
Den smukke middelalderlige by, der er velbevaret i dag, blev første gang nævnt som by i 1218, efter grev Hugo von Montfort byggede Schattenburg – et slot der stadig er byens vartegn. Byens rigdom blev grundlagt i det 14. århundrede gennem handel med Romerriget. På trods af flere magtkampe med henholdsvis Patriciere og Habsburgerne, som i det lange løb var dem overlegne, så beholdte byen sin handelsmæssige status gennem tiden.
I 1925 blev flere omkringliggende kommuner administrativt indlemmet i kommunen Feldkirch, så byen blev udvidet betragteligt. Under 2. verdenskrig oplevede hele delstaten Vorarlberg kun et enkelt bombetogt, og det var i 1943 (hvor Feldkirch ikke engang var det egentlige mål, men Messerschmitt-værkene i Augsburg), hvor et lazaret blev ramt med over 100 dødsofre Arkiveret 23. august 2017 hos  Wayback Machine.
I 2008 blev dele af James Bond-filmen A Quantum Solace optaget i Feldkirch.

## Historie

### Antikken og middelalderen
Et par kilometer nord for det nuværende byområde (i nutidens Rankweil) var allerede i antikkens slutning en bosættelse med en "ecclesia sancti Petri ad Campos", dvs. en St. Peter-kirke "i felten" (heraf Feldkirch). I det 9. århundrede byggede man en anden kirke, St. Petronilla-kirken (i dag kapellet St. Petronilla og Martin). Navnet Feldkirichun blev nævnt i Rätisches Reichsurbar - en fortegnelse over besiddelser fra året 842 e.Kr. - og betegnede oprindeligt bosættelsen i det, der i dag er bydelen Altenstadt. Imidlertid blev navnet Feldkirch (inklusive de andre stavemåder Veldkiricha, Veldkirchia) derefter overtaget for den bosættelse syd for floden Ill, og som voksede kraftigt under Greven Hugo I. von Montfort og det oprindelige Feldkirch blev gradvist benævnt Alte Stat, senere Altenstadt.
I 1218 blev det nye Feldkirch dokumenteret som by for første gang. Rudolf IV. († 1390), var først domprovst i Chur og blev først efter et sent, barnløst ægteskab den sidste Greve fra Feldkirch-linjen af slægten Montfort. Han solgte 1375 by og herredømme Feldkirch til Hertug Leopold III. von Habsburg, hvis guvernører flyttede til Feldkirch i 1379.
I begyndelsen af det 14. århundrede boede tredive til fyrre jøder i Feldkirch, men de blev brændt i 1349, da de blev beskyldt for udbruddet af pesten.
I forbindelse med salget opnåede borgerne i Feldkirch-borgerne frihedsrettigheder, hvilket blev nedskrevet i Freiheitsbrief von 1376, hvilket de også udnyttede for at opnå større velstand.
Handelen med Italien og Det tysk-romerske Rige skabte den ønskede fremgang og bragte velstand til byen. Håndværkerne opnåede en sådan betydning, at de i 1405 var i stand til at gøre en opstand mod patricierne. Byens rigdom var en vigtig forudsætning for dens kulturelle udvikling. Man havde nok penge til at oprette en latinskole, som dokumenteres i 1399 første gang.
Habsburgerne forvaltede de territorier, der ligger i det nuværende Vorarlberg, skiftevis fra Tyrol og Vorderösterreich (Freiburg im Breisgau). I den sene middelalder, i Appenzellerkrigene fra 1405-1429 mellem Fürstabtei St. Gallen og Appenzeller, blev grundlaget skabt for de nuværende statsopdelinger. Væsentligt for dette er forskellige alliancer mellem byerne og stænderne for byen Feldkirch (Altstätten, Berneck og Marbach), med byerne St. Gallen og Schellenberg. 1405 blev byen Feldkirch egentligt grundlagt, idet de tilsluttede sig pagten Bund ob dem See, som havde en føderal statsmodel, modsat fyrstedømme. Pagten udvidedes, idet både Bludenz, Rankweil, Sennwald, Gaster, Toggenburg og andre byer tiltrådte. Gennem vovede taktiske og militære træk mod Habsburgernes styre (Tyrol, Allgäu, Thurgau) havde de på den korte bane meget succes og førte til ødelæggelse af adskillige adelsslotte. Den 13. januar 1408 blev forbundet imidlertid besejret ved Bregenz af Habsburgs ridderhær.

### Nyere tid
I den anden koalitionskrig blev der ved Feldkirch udkæmpet et betydeligt slag i 1799. I 1649 grundlagde Jesuiterordenen en akademisk studiekreds i Feldkirch, hvorfra der i 1856 udviklede sig et elitegymnasium sponsoreret af den kejserlige familie, det såkaldte Stella Matutina, der - med afbrydelser - eksisterede indtil 1979 og var anerkendt internationalt i religiøs, videnskabelig og pædagogisk henseende.

### 20. århundrede
I 1925 udvidede byområdet sig markant på idet landsbyerne Levis, Altenstadt, Gisingen, Tosters og Tisis blev indlemmet.
Den 1. oktober 1943 var Feldkirch målet for et allieret luftangreb. En bombefly fra det amerikanske luftvåben, der skulle angribe en Messerschmitt-fabrik i Augsburg, men ikke havde fundet sit mål på grund af dårligt vejr, brugt i stedet Feldkirch som erstatningsmål. Blandt andet blev et lazaret i bydelen Tisis ramt, hvor over 100 blev dræbt. Bortset fra invasionen af de franske tropper i slutningen af krigen, var bombeangrebet på Feldkirch den eneste store kampoperation i Vorarlberg-området under 2. verdenskrig.

## Kultur og seværdigheder

### Bygninger

#### Feldkirch centrum
Feldkirch har et af de bedst bevarede bybilleder fra middelalderen i delstaten Vorarlberg. Byen blev bygget omkring 1200 samtidigt med Schattenburg. Omkring år 1500 blev bymuren genopbygget, og byen forblev uændret i mange århundreder.
Ensemble Feldkirch er opført i østrigs kulturarvsliste, og er derfor siden 2015 beskyttet under Haag-konventionen 1912. Byen er også medlem af foreningen Kleine historische Städte" (små historiske byer).

#### Byens befæstning
Gaderne Schlossgraben, Hirschgraben og St. Leonhardsplatz er bymurens tidligere forløb omkring det, der i det 13. århundrede var Neustadt. Muren blev stort set opført på ny omkring år 1500, men siden 1826 er den mange steder forfaldet.
Så længe Feldkirch var omgivet af en bymur og en voldgrav, var det kun muligt at nå byen gennem en af de fire porte. Disse byporte blev kaldt "Bregenzer-" eller "Nikolaustor", "Bludenzer-" eller "Schultor", "Mühle-" eller "Sautor" og "Churer-" eller "Salztor". De to sidstnævnte porte står stadig i dag, de andre to blev revet ned i begyndelsen af det 19. århundrede sammen med bymuren.
- Churer Tor blev bygget som en del af den gamle bymur i 1491 og er placeret ved udgangen fra Montfortgasse til Hirschgraben. Navnet stammer fra den her begyndende Churerstraße. For ved siden af denne port stod indtil omkring 1900det såkaldte Salzstadelet saltlager, og derfor blev det også kaldt "Salztor". Bygningen bærer på væggen Feldkirch våbenskjold fra år 1591.
- Den otte etagers store runde "Katzenturm" (også kaldet "Dicker Turm") står ved Hirschgraben. Det blev bygget mens man fra år 1491 til år 1507 befæstede byen mod Schweizerne under den romersk-tysk konge og senere kejser Maximilian I. I det 17. århundrede blev klokketårnet bygget til den store kirkeklokke (den største i Vorarlberg). Det mægtige, oprindeligt seks-etager høje, runde tårn var forsynet med et billede af Jomfru Maria, som blev restaureret af Florus Scheel i det 19. århundrede. Navnet kommer fra en særlig befæstningsform, også kaldes Katze, som forsvarstårnet havde.
- Pulverturm: tårnet fra 1460 står på den sydlige hjørne af bymuren, nær Mühletor
- Wasserturm: placeret i det vestlige hjørne af byen, ligesom
- Diebsturm

#### Slotte og paladser
- SchattenburgSchattenburg: Schattenburg var hjemsted for grevene af Montfort indtil år 1390. Den første byggefase startede omkring 1230 under Hugo I. von Montfort, grundlæggeren af byen. Under grev Friedrich Toggenburg (1416-1436) og under foged Hans von Königsegg i det 15. århundrede blev der udført udvidelser og ombygninger. Da man placerede fogeden andetsteds blev borgen gentagne gange udbudt på auktion, og i 1813 havde man endda planer om at rive den ned. Siden 1825 har Schattenburg været ejet af byen Feldkirch, som købte det for 833 Gulden. Schattenburg tjente nu som kaserne og senere som fattighjem. I 1912 blev Museums- und Heimatschutz-Verein für Feldkirch und Umgebung grundlagt, hvilket blev borgens redning. I stueetagen har huset en slotsrestaurant, i de øverste etager drives der et hjemstavnsmuseum, der årligt tiltrækker ca. 25.000 gæster.
- Ruin Tosters
- Palais Liechtenstein: i sin nuværende form blev huset bygget i barok stil i Schlossergasse nr. 8 efter byen brændte i år 1697, og blev officiel bopæl for fyrste Johann Adam I. Andreas von Liechtenstein. Mellem 1782 og 1848 ejede Christian Getzner huset.[3] 1848 blev bygningen købt af familien Tschavoll, som byen købte den af i år 1967. I dag bruges bygningen som stadsarkiv og bibliotek.

#### Kirke, klostre, kapeller og lignende
- Domkirken St. Nikolaus blev nævnt første gang i år 1287. Den oprindeligt romanske bygning blev alvorligt beskadiget af byens brande i årene 1348, 1398 og 1460. Den sengotiske nybygning blev færdig i år 1478. Domkirken er den vigtigste gotiske kirke i Vorarlberg. Dens betydning kan først og fremmest ses i dens indre. Blandt andre kunstværker kan man også se en gotisk prædikestol.
- "Frauenkirche" (egentlig Kirche Mariä Verkündigung und Hll. Sebastian und Antonius) ligger sydøst for Churer Tor. Oprindeligt stammer det fra 1473, men blev stort set helt ombygget 1672-1678 - siden 1990 en serbisk-ortodoks sognekirke og udstyret med ikonostase
- Johanniterkirche: Kirche Hl. Johannes der Täufer" i Marktgasse blev bygget i år 1218 under Hugo grev Montfort for Johanniterordenen. Fra år 1665 hørte den til klosteret Ottobeuren. Efter sekulariseringen tjente den fra 1809 til 1969 som gymnasiets kirke. På gavlsiden slår en ridderfigur, "Bläsi", timen på en klokke.
- Friedhofskirche Hl. Peter und Paul blev bygget i år 1551 og ligger i midten af kirkegården, der blev anlagt i år 1549 i den nordlige del af byen. Her er også en våbenskjoldsten af Herr Franz Ferdinand Ramschwag (1716).
- Kapuzinerkloster Feldkirch blev grundlagt i 1602. I 1605 stod klosteret færdigt i den nordøstlige del af byen uden for de tidligere bymure og kaldet "Mariä Opferung". Man beder især til byens skytshelgen St. Fidelis von Sigmaringen, der i 1621 var klosterforstander, og hvis hoved opbevares i klosteret.
- Heilig Kreuz-Kapelle i bydelen "im Kehr".
- St. Margaretha-Kapelle am Margarethenkapf
- Institutet St. Josef er kloster for Kreuzschwestern og samtidig en skole.
- Alte Evangelische Pfarrkirche i nærheden af banegården.
- Den reformerede Pauluskirche, hvor også den rumænsk-ortodokse menighed og menigheden Altkatholiken holder gudstjeneste.
- I Letzehof (sydvest for centrum) har der siden 1982 ligget et buddhistisk kloster.
- Der er flere frikirker, evangeliske og nye apostoliske menigheder med deres egne gudstjenester i Feldkirch.
- Den rumænsk-ortodokse menighed holder gudstjenester i Pauluskirche.
- Pfarrkirche Hl. Magdalena
- Pfarrvikariatskirche Maria Königin des Friedens og kirkegård
- I Levis er der en moske fra Den Islamiske Føderation (Millî Görüş).
- Stadtpfarrkirche der Heiligen Pankratius und Zeno blev bygget i 1425, fik 1825/26 et tårn, og blev forstørret i årene 1884/86.
- Den Dominikanske Kloster har været beboet af nonner af Dominikanerordenen siden 1551. Den nuværende klosterbygning stammer fra 1634, men er senere blevet udvidet. Dominikanerinnenkirche Maria Verkündigung erstattede i 1695 en tidligere kirkebygning fra år 1640/42.
- Petronillakapelle
- Stadtpfarrkirche Hl. Sebastian blev bygget i 1864-65 i stedet for Pestkappelle, der blev bygget i 1634, udvidet i 1922 på grund af en stor stigning i befolkningen.
- I Hämmerlesiedlung er der en Bosniak-moske.
- Den gamle sognekirke "Unsere Liebe Frau Mariä Heimsuchung" blev bygget i 1726-28, i 1865 blev tårnet forhøjet. I 1958-1962 kom en ny tilbygning.
- Kapelle hll. Sebastian und Fridolin in Bangs.
- Kapelle hll. Martin und Magnus in Oberfresch.
- Der er en lille moske i Nofels.
- Alte Pfarrkirche hl. Michael
- Pfarrkirche Hl. Familie
- St. Antionius Kapelle

I Tosters:
- Pfarrkirche hll. Cornelius und Cyprian
- Pfarrkirche St. Corneli
- Kapelle hl. Wolfgang

#### Villaer og andre boliger
Feldkirch-borgerskabet byggede i det 19. århundrede et antal repræsentative boliger, hvoraf de fleste stadig er i dag er i privat eje. Villaerne blev for det meste bygget på Reichsstraße og her især i området mellem Bärenkreuzung og stationen.
- Villa Getzner: sandstenvillaen med remise blev bygget i 1882 efter planer fra den schweiziske arkitekt Hilarius Knobel. Bygningen er en fredet bygning.
- Villa Feldegg: denne villa blev bygget i 1861, arkitekten er ukendt. Det er kendetegnet ved en forhøjet Mittelrisalit med fem vinduesøkser og en balkon med tre arkader. Det er et sjældent eksempel på, hvordan den ellers så anonyme Biedermeier-stil kan nærme sig Jugendstil.
- Villa Claudia: den røde bygning i Jugendstil med løgtårne er nu i offentlig ejendom og huser vielsesrum for borgerlig vielse. Her udstilles der også tit.

- Wohnanlage der Stadtgemeinde Feldkirch" (1925-1926)

### Kulturliv og begivenheder
Byen Feldkirch har siden 1984 hvert år uddelt en kulturpris.
Kultur- og kongrescentret Montforthaus blev genåbnet i begyndelsen af 2015.

#### James Joyce og Feldkirch
Siden Bloomsday 1994 kan man i stationshallen i Feldkirch læse et citat af James Joyce, der understreger den irske forfatteres særlige forbindelse med Feldkirch. Takket være indflydelsesrige venner kunne James Joyce, der blev betragtet som en "fjendtlig udlænding" i 1915 på grund af 1. verdenskrig, rejse sammen med Nora Barnacle og deres to børn ud af Østrig-Ungarn mens hans bror Stanislaus Joyce sad fængslet i Trieste resten af krigen.  Ved grænsekontrollen i Feldkirch blev Joyce næsten arresteret, og det er derfor, at Feldkirch banegård, ifølge ham selv, afgjorde skæbnen for romanen Ulysses. I sommeren 1932 førte venskabet med forlagsparret Maria og Eugene Jolas Joyce igen til Feldkirch, hvor han arbejdede på Finnegans Wake.

#### Theater am Saumarkt
Saumarkt ser sig selv som en vigtig regional kulturformidler, der sætter aktuelle kulturelle tendenser på programmet, præsenterer dem og sætter dem til diskussion. Derudover har regelmæssige premierer og egne produktioner i samarbejde med landets kreative kunstnere.

#### Poolbar-Festival
poolbar Festival (seks uger i juli og august) med koncerter, film, poetry slam og lignende.

#### Blosengelmarkt
Hvert år i begyndelsen af advent er der et julemarked med gløgg om aftenen.

#### Gauklerfestival
Gøglerfestivallen inviterer klovne, jonglører, mimre og komikere fra ti nationer til optræder i den gamle bydel i to dage.

#### Vinobile Feldkirch
Vinmessen Vinobile præsenterer over 100 vinproducenter fra alle vindyrkningsregioner i Østrig.

#### Feldkircher Weinfest
I juli finder Feldkircher Weinfest sted i Marktgasse, velkendt langt uden for landets grænser. Begivenheden blev introduceret i 1967 og blev oprindeligt kaldt "Wachauer Weinfest".

#### Lichtstadt Feldkirch
Lysfestival - første gang afholdt år 2018, planlagt til at finde sted hvert andet år, men i 2020 udskudt til 2021 pga Coronaviruspandemien